# Guledakoppa, Dharwad
Guledakoppa là một làng thuộc tehsil Dharwad, huyện Dharwad, bang Karnataka, Ấn Độ.